# Dudleya blochmaniae
Dudleya blochmaniae är en fetbladsväxtart som först beskrevs av Alice Eastwood, och fick sitt nu gällande namn av Reid Venable Moran. Dudleya blochmaniae ingår i släktet Dudleya och familjen fetbladsväxter.

## Underarter
Arten delas in i följande underarter:
- D. b. blochmaniae
- D. b. brevifolia
- D. b. insularis

## Bildgalleri

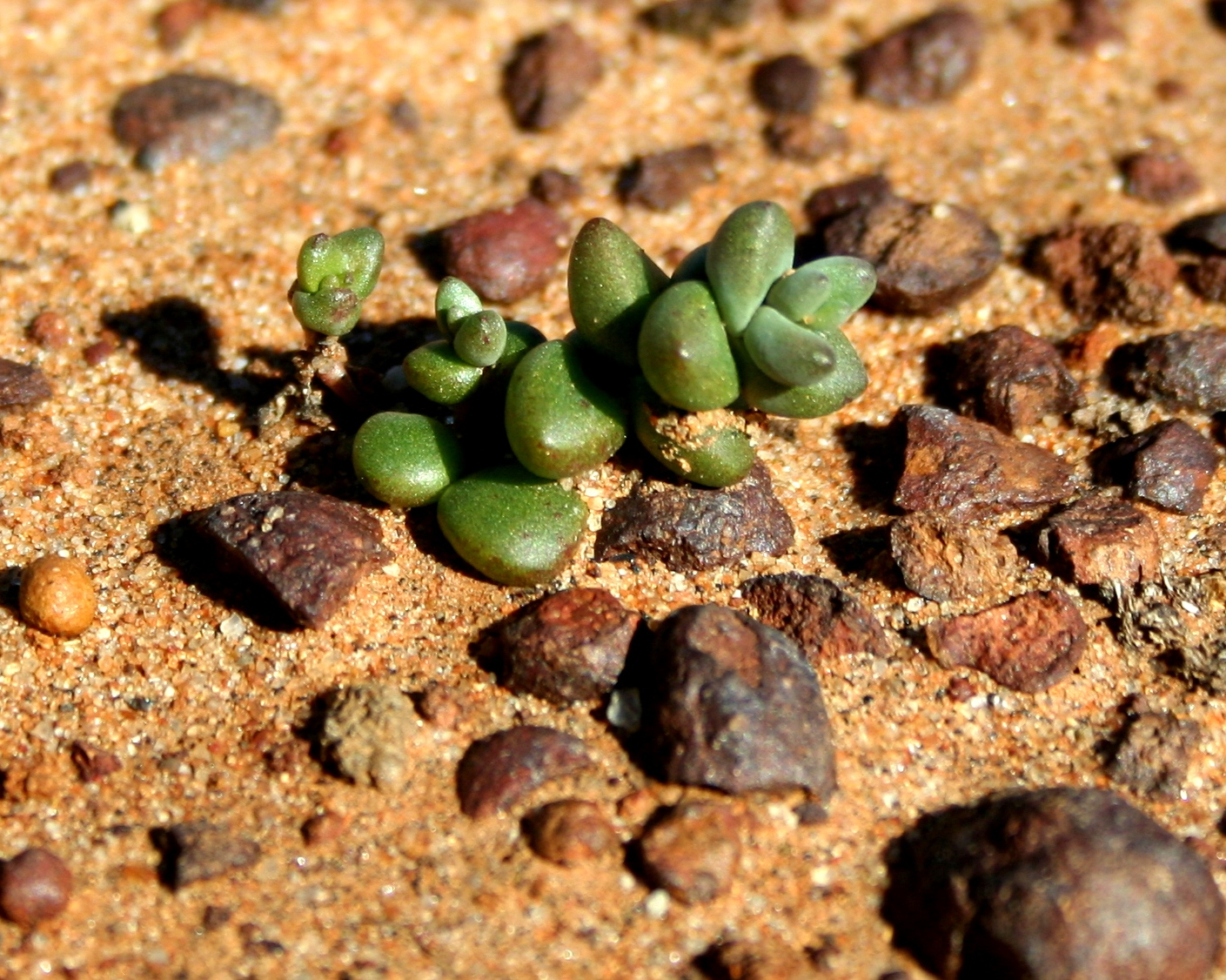